# Cercle A
El Círculo A, més tard Cercle A, va ser una empresa d'exhibició activa a Barcelona des de l'any 1967 fins a 1992.
Creada per Jaume Figueras, Antoni Kirchner i Pere Ignasi Fages, difonia cinema d'autor i per primera vegada a Espanya, en versió original i subtitulada. Programaven pel·lícules d'art i assaig, una proposta que va esdevenir innovadora. Amb ells va néixer una nova professió: el programador de cinema, que actuava amb independència de les majors.

## Història
La primera pel·lícula programada va ser Sueños, d'Ingmar Bergman l'any 1967 al cinema Publi i més endavant també a les sales Alexis, Aquitania, Arcadia, Atenas, Ars, Arkadin, Maldà, Capsa i Casablanca. Com que moltes d'aquestes començaven per ‘’a’’, van anomenar-se Cercle A.
Gràcies a l'ordre ministerial de 1967 promoguda per Manuel Fraga Ibarne que autoritzava  les sales de cinema de menys de 500 butaques la projecció de pel·lícules en versió original subtitulada a l'espanyol (VOSE), es va poder exhibir per primera vegada a l'estat espanyol un film en versió original: Repulsió de Roman Polanski. A partir d'aquell moment, moltes sales d'exhibició es van unir al cinema en VOSE.
Un dels objectius era dotar d'educació cinèfila a la societat. Per aquest motiu, s'oferien obres de l'alçada d'Ernst Lubitsch, Carl Theodor Dreyer, Jean-Luc Godard, Wim Wenders o Luis Buñuel amb títols com To be or not to be o El marit de la perruquera, aquesta última va acabar sent un èxit, durant més d'un any en cartell a les sales de Barcelona.

## Una nova professió: programador de cinema
A més, la companyia va crear l'ofici del programador de cinema desenvolupant estratègies comunicatives innovadores per a l'època: el fet de triar cinemes que comencessin per la lletra ‘’a’’ no era casualitat, ja que com les cartelleres es presentaven en ordre alfabètic, apareixien com a primera opció. D'aquesta manera, era més fàcil trobar-los primer a ells a l'hora de triar la sala on anar.
Oferien també nous horaris (a les 10 del matí o a les 4 de la tarda) així com sessions golfes; presentacions del director; la projecció de nous autors i reposicions de clàssics de la història del cinema. D'aquesta manera, formaven l'espectador amb figures com Pier Paolo Pasolini, Ingmar Bergman, Federico Fellini, Bernardo Bertolucci o Alain Resnais.
Totes aquestes condicions van propiciar un nou perfil d'espectador de cinema que tenia inquietuds i que es preocupava per la qualitat de les obres que consumia. Ara més enllà de l'entreteniment, el cinema també explicava alguna cosa.

## El final de Cercle A
A l'any 1992, data de la clausura de Cercle A, el cinema en versió original ja no era tan rar. Els grans noms que la companyia havia portat a la pantalla com Fellini o Buñuel van convertir-se en l'afany de grans corporacions que ja oferien el doblatge i la versió original en el mateix espai.
A més, molts empresaris van adoptar el paper de programadors i per tant, comptar amb aquesta figura ja no era una necessitat. Es va sumar també l'aparició de nombrosos canals de televisió i el sorgiment de la pirateria que van causar, definitivament, el final de Cercle A.
L'any 2018 es va fer una exposició i un cicle de pel·lícules a la Filmoteca de Catalunya commemorant els 50 anys de l'inici de la seva activitat.